# 佐藤次高
佐藤 次高（さとう つぎたか、1942年8月27日 - 2011年4月11日）は、日本の歴史学者。専門はアラブ・イスラーム史。学位は、文学博士（東京大学・論文博士・1981年）（学位論文「アラブ中世社会史研究」）。東京大学名誉教授。東洋文庫研究部長、日本中東学会会長、史学会理事長、早稲田大学文学学術院教授などを歴任。
1973年流沙海西奨学会賞受賞。2000年恩賜賞・日本学士院賞受賞。

## 経歴
学歴
1942年8月27日神奈川県横浜市に生まれる。神奈川県立希望ケ丘高等学校から、1961年東京大学理科II類に入学するが、1963年文学部東洋史学科へ進学。1965年東京大学文学部東洋史学科を卒業、卒業論文はアッバース朝時代の行政制度に関するものであった。1968年同大学院人文科学研究科博士課程中退。
歴史学者として（アラブ・イスラーム史）
- 1968年4月（25歳）より東京大学東洋文化研究所助手、1974年お茶の水女子大学文教育学部専任講師、1976年同助教授、1979年東洋文庫兼任研究員。1980年4月（37歳）東京大学文学部助教授、1990年3月（47歳）教授に昇進、同年4月より東洋文庫研究部長となる[7]。

- この間、護雅夫のすすめにより「アラブ中世社会史研究」を東京大学に提出し、1981年3月（38歳）文学博士の学位を取得[2]。この学位論文を加筆、訂正のうえ出版したものが『中世イスラム国家とアラブ社会：イクター制の研究』佐藤 (1986)[8]。
また1984年8月₋12月、日本学術振興会カイロ研究連絡センターの初代センター長を務める[9] 。

- 1993年長期在外研究の折、アメリカ・トルコ・シリア・エジプトと「イクター制」に関する史料補遺の旅を続け、(佐藤 1986)を大幅に改訂し英語版で出版する作業を続けた[9][10][11]。

- 1996年には東京大学大学院人文社会系研究科教授[3]。

- 1997年4月から第一次「イスラーム地域研究」のプロジェクトリーダー（-2002年3月）[12]、5月より日本中東学会会長（-2001年5月）[13]、6月より史学会理事長（-1998年6月）をつとめる[3]。

- 2003年3月（60歳）東京大学を定年退官、4月早稲田大学文学学術院教授、6月東京大学名誉教授の称号を受ける[14]。2006年から人間文化研究機構（NIHU）との共同事業「NIHUプログラム・イスラーム地域研究」を主宰[15][16]。2008年早稲田大学イスラーム地域研究機構長をつとめる[17][18]。

- 2011年4月日本学術振興会 アジア・アフリカ学術基盤形成事業[19]「イスラームと多元文化主義：イスラームとの共生に向けた基礎的研究」実施組織代表者・コーディネーター[3][20]となるが、4月11日、前立腺がんのため死去[21]。68歳没。

2011年、旧蔵書であるアラビア文字資料をはじめ洋書・和書（中世アラブ社会史、砂糖関係図書も含む）約4,000冊が遺族より早稲田大学図書館に寄贈される。

### ウイグル人留学生トフティ
- 1998年2月中国当局に逮捕されたトフティの指導教官が佐藤次高であった。トフティは1995年から博士課程に在籍し[23]、論文作成の史料収集にウルムチを訪れた数週間後に拘束された[24]。佐藤をはじめとする支援者らは釈放と復学に奔走したが[25]、懲役11年の実刑判決となる。この間、佐藤は何度もウルムチの監獄を訪れ近況を聞き、日本在住の家族への支援にもつとめた[26]。2009年釈放の日、佐藤・小松ら日本人支援者はウルムチの監獄前で面会を待つがかなわず、2010年北京にて佐藤が再会を果たす[26][27]。中国からの出国はできず復学はかなわなかったトフティだが、2013年北京にて著作を出版：『中世纪维吾尓社会』人民出版社、2013年4月。 NCID BB13787911。 [28]

## 著書

### 単著
- 『中世イスラム国家とアラブ社会：イクター制の研究』山川出版社、1986年。 NCID BN00985815。
※熊谷哲也「（書評）佐藤次高著「中世イスラム国家とアラブ社会」」『イスラム世界』第29.30巻、日本イスラム協会、1988年、123-128頁、doi:10.57470/theworldofislam.29.30.0_123。
※イクター制に関する新たな史料・研究文献を補い、本書を全面的に増補・改訂した英語版が1997年オランダのブリル社より刊行される[10][29]。
- 『マムルーク：異教の世界からきたイスラムの支配者たち』東京大学出版会、1991年。NCID BN06171012
  - 新装版〈UPコレクション〉2013年。NCID BB13348219。
- 『イスラームの「英雄」サラディン：十字軍と戦った男』講談社〈講談社選書メチエ〉1996年。NCID BN14350436。
  - 〈講談社学術文庫〉2011年。NCID BB07338516。
- State and Rural Society in Medieval Islam : Sultans, Muqta‘s and Fallahun. 〈Islamic History and Civilization. Studies and Texts, Volume:17〉. （E.J.Brill, Leiden, 1997）. NCID BA29652685
※三浦徹「（書評）佐藤次高著「Sato Tsugitaka, State & Rural Society in Medieval Islam: Sultans, Muqta's & Fallahun」」『法制史研究』第1998巻第48号、法制史学会、1998年、269-274頁、doi:10.5955/jalha.1998.269。
※2000年恩賜賞・日本学士院賞受賞
- 『イスラーム世界の興隆』中央公論社 〈世界の歴史 8〉1997年。NCID BA32189148。
  - 〈中公文庫〉2008年。NCID BA88092299。
- 『イスラームの生活と技術』山川出版社〈世界史リブレット 17〉1999年。NCID BA39638771。
- 『聖者イブラーヒーム伝説』角川書店〈角川叢書〉2001年。NCID BA51601023 [30]
- 『イスラームの国家と王権』岩波書店〈世界歴史選書〉2004年。NCID BA65441253。
  - 〈岩波オンデマンドブックス〉2015年。NCID BB21674739
- 『砂糖のイスラーム生活史』岩波書店、2008年。NCID BA88486884。
  - 〈岩波オンデマンドブックス〉2016年。NCID BB26637649

※五十嵐大介「（新刊紹介）佐藤次高著『砂糖のイスラーム生活史』 岩波書店, 二〇〇八, 三〇七頁」『史学雑誌』第118巻第12号、史学会、2009年、2180-2181頁、doi:10.24471/shigaku.118.12_2180。「前著『イスラームの生活と技術』（1999年）中の砂糖に関する論考部分をさらに発展させ、 その研究の集大成として満を持して刊行されたものである」
- 『イスラーム：知の営み』山川出版社〈イスラームを知る 1〉2009年。NCID BA91611361。
- Sugar in the Social Life of Medieval Islam.〈Islamic area studies / series editor,Toru Miura(三浦徹), v.1〉（Brill, Leiden, 2014）. NCID BB17674950。[31][32]
※吉村武典「闘病中も最後の著作であるSugar in the Social Life of Medieval Islam（Leiden,Brill,2014）の校正を続け、最期までアラブ・イスラーム史研究を続けられた」[9]

### 共著
- 『岩波講座 世界歴史』岩波書店
  - 第1期：『第8 中世 2 西アジア世界』1969年。NCID BN01797683。

執筆：「イスラム封建制度論」
  - 第2期：『第10 イスラーム世界の発展：7-16世紀』1999年。NCID BA43491815。

執筆：「はしがき」「イスラーム国家論：成立としくみと展開」
- 『アジア文化史論叢 2』流沙海西奨学会 編、山川出版社、1978年。ISBN 978-4634656208。
※1973年流沙海西奨学会賞受賞論文「12〜14世紀のエジプト農村社会と農民：ファッラーフーンの農業生産と農業生活の様式」収録[33]
- 『人々のイスラーム：その学際的研究』片倉もとこ編、日本放送出版協会、1987年。NCID BN0139150X
執筆：「現代エジプトの宗教事情：カイロ・タンター・ファイユーム」
- 『西アジア 上巻』屋形禎亮[34]共著、朝日新聞社〈地域からの世界史 7〉、1993年。ISBN 978-4022585028。
- 『イスラム社会のヤクザ：歴史を生きる任侠と無頼』清水宏祐[35]・八尾師誠・三浦徹[36]共著、第三書館、1994年。NCID BN11056705。
- 『イスラーム世界』岩波書店、2004年。NCID BA66155555。
執筆：「日本のイスラーム研究（焦点と未来への展望）」

### 編著
- 『イスラム・社会のシステム』筑摩書房〈講座イスラム 3〉1986年。NCID BN00294563。
- Islamic Urbanism in Human History: Political Power and Social Networks. (Kegan Paul International, London, 1997）. ISBN 978-0710305602、NCID BA3779403X
- 『人物世界史 東洋編』3-4、山川出版社、1995年。ISBN 978-4634643208, 978-4634643307
- 『西アジア史Ⅰ アラブ』山川出版社〈新版 世界各国史 8〉2002年。NCID BA56217099。
- 『キーワードで読むイスラーム：歴史と現在』山川出版社〈アジア理解講座 2〉2003年。NCID BA6434911X。
- 『イスラーム地域研究の可能性』東京大学出版会〈イスラーム地域研究叢書 1〉、2003年。NCID BA64340807。
- Muslim Societies: Historical and Comparative Aspects.（RoutledgeCurzon, London, 2004）. NCID BA6718413X
- 『イスラームの歴史 (1) イスラームの創始と展開』山川出版社〈宗教の世界史 11〉2010年。NCID BB02314077。
※橋爪烈 著「<書評>佐藤次高編『イスラームの歴史1 イスラームの創始と展開」『イスラーム世界研究』京都大学イスラーム地域研究センター、2011年、596-599頁、doi:10.14989/154003。

### 共編著
- 『農民』冨岡倍雄共編、東洋経済新報社〈イスラム世界の人びと 2〉1984年。NCID BN04450252
- 『概説イスラーム史』板垣雄三共編、有斐閣 〈有斐閣選書〉1986年。NCID BN00232759
- 『都市の文明イスラーム』鈴木董共編、講談社〈講談社現代新書ー新書イスラームの世界史 1〉1993年。NCID BN09706546
- 『ときの地域史』福井憲彦共編、山川出版社〈地域の世界史 6〉1999年。NCID BA39467770
- 『市場の地域史』岸本美緒共編、山川出版社〈地域の世界史 9〉1999年。NCID BA41838478
- 『イスラーム世界のことばと文化』岡田恵美子共編、成文堂、2008年。NCID BA85924169
- 『暦の大事典』岡田芳朗ほか共編、朝倉書店、2014年。NCID BB16134131
  - 新装版 2021年。NCID BC11189676

執筆：「第6章 イスラームの暦〈6.1 イスラーム暦の誕生〉」158-165頁

### 監修
- 日本イスラム協会(嶋田襄平[37]・板垣雄三・佐藤次高)『イスラム事典』平凡社、1982年。NCID BN00830273。
  - 全面改訂新版『新イスラム事典』[38]平凡社[39]、2002年。NCID BA55998993。

### 訳書
- ベシーム・S・ハキーム『イスラーム都市：アラブのまちづくりの原理』監訳、第三書館、1990年。NCID BN05742071。
- ジャネット・L・アブー＝ルゴド 『ヨーロッパ覇権以前：もうひとつの世界システム』（上・下）斯波義信・高山博・三浦徹共訳、岩波書店、2001年[40]。
  - 〈岩波人文書セレクション〉2014年。〈岩波現代文庫〉2022年。NCID BC14125807, BC14125895。